# 大庭美樹
大庭 美樹（おおば みき、1971年1月12日 - ）はLPSA（日本女子プロ将棋協会）所属の女流棋士。佐瀬勇次名誉九段門下。LPSA番号9。かつての日本将棋連盟所属当時の女流棋士番号は旧26。2020年現役引退。静岡県沼津市出身。千葉県立市原高等学校卒業。

## 経歴・エピソード
- 1987年の第一回女流アマ王将戦で優勝した。
- 姉の大庭美夏、姪の礒谷真帆（美夏の娘）も女流棋士である。
- レディースオープントーナメントとは相性がよく、1996、1997年にベスト8、2002年にベスト4に進出している。
- 日本将棋連盟の事務的な活動も積極的にこなし、1998年から2002年まで女流育成会幹事、1994年から1996年および2001年から2006年まで女流棋士会役員を務めた。
- 2007年5月、日本将棋連盟を退会し、日本女子プロ将棋協会（LPSA）の設立に参加した。
- 銀河戦の記録係（第1期から第15期まで担当）･聞き手や早指し将棋選手権の記録係及び読み上げを担当するなど、裏方の仕事を多数こなしてきた。
- 近年では男性棋士を含めても珍しい雁木･右玉の使い手である。
- 趣味は野球観戦（千葉ロッテマリーンズのファン）。
- 1級から初段まで8年半を要した苦労人。あと一歩で昇段という大一番を何度も逃してきたが、2005年のレディースオープン予選で当時まだ育成会員の室田伊緒を下して勝数規定である1級昇級後通算50勝を達成、初段に昇段。
- 2016年には、第2回女子将棋YAMADAチャレンジ杯でベスト4に進むなど健闘を見せた。

## 昇段履歴
- 1984年00月00日 - 女流育成会入会
- 1990年04月01日 - 女流2級[1]
- 1996年04月01日 - 女流1級[1]
- 2005年06月18日 - 女流初段（1級昇級後50勝）[1]
- 2020年03月31日 - 現役引退[2]
- 2024年09月01日 - 女流二段（引退女流棋士昇段規定）[3]

## 主な成績
- 通算成績　339局 125勝214敗 勝率 .369

## 外部サイト
- 日本女子プロ将棋協会 プロフィール
- いそたにおおば (@M3garden) - X（旧Twitter）